# 麥克利爾 (東開普省)

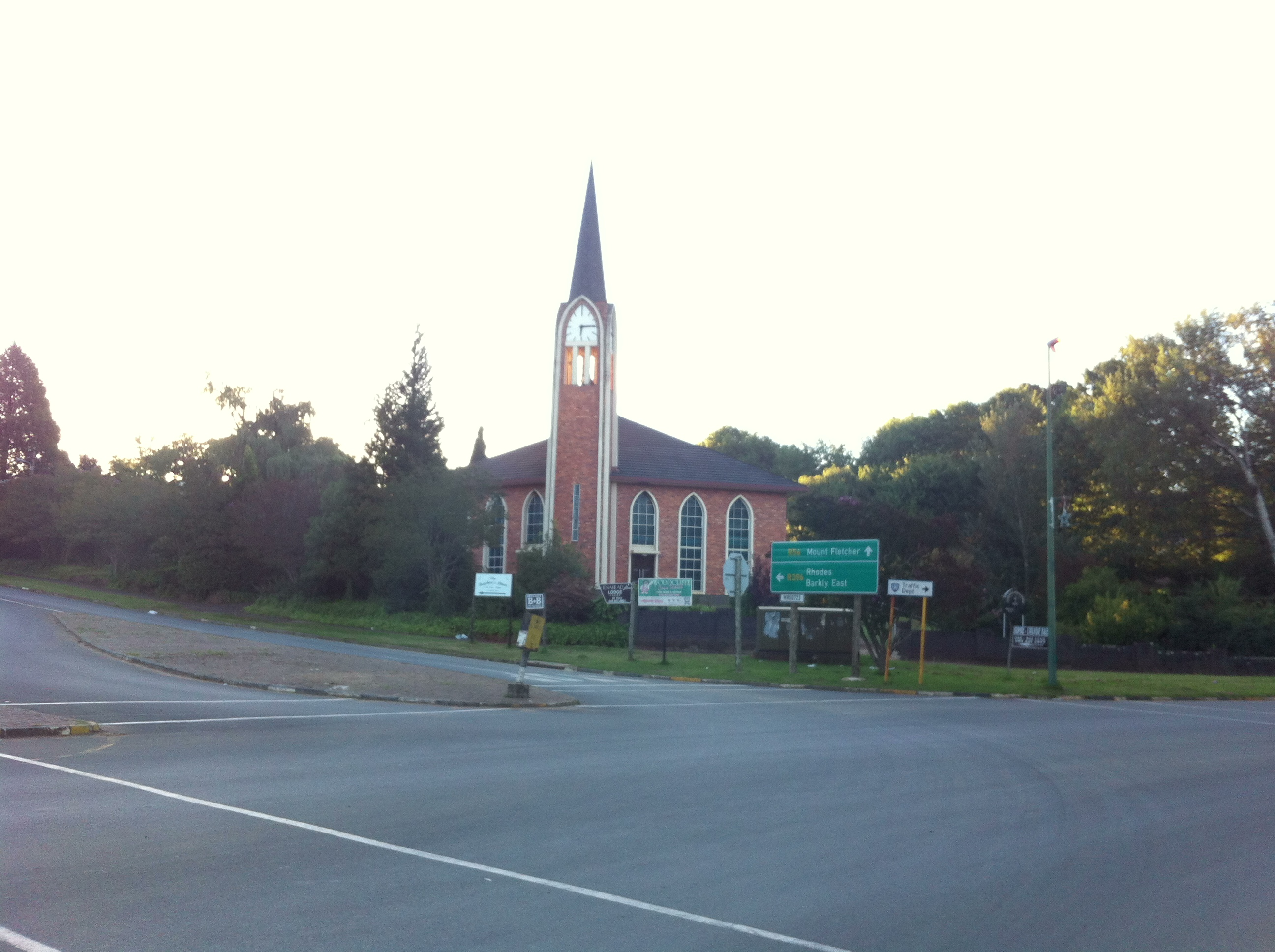
麥克利爾

麥克利爾（Maclear）是南非的城鎮，位於該國東部，由東開普省負責管轄，距離東倫敦172公里，面積7.24平方公里，海拔高度1,272米，2001年人口4,908，人口密度每平方公里680人。

## 外部連結
- Official Site（页面存档备份，存于）